# Anna Połowniewa
Anna Jewgienjewna Połowniewa (ros. Анна Евгеньевна Половнева; ur. 4 czerwca 1984) – rosyjska zapaśniczka startująca w stylu wolnym. Piąta na mistrzostwach świata w 2005 i piętnasta w 2002. Mistrzyni Europy w 2007.
Pierwsza w Pucharze Świata w 2011; trzecia w 2004; czwarta w 2005 i 2006; piąta w 2002; szósta w 2007 i siódma w 2003. Triumfatorka mistrzostw świata juniorów w 2003. Mistrzyni Rosji w 2013, druga w 2007, a trzecia w 2008, 2011 i 2012 roku.